# Torcé-Viviers-en-Charnie
Torcé-Viviers-en-Charnie är en kommun i departementet Mayenne i regionen Pays de la Loire i nordvästra Frankrike. Kommunen ligger i kantonen Sainte-Suzanne som tillhör arrondissementet Laval. År 2022 hade Torcé-Viviers-en-Charnie 770 invånare.

## Befolkningsutveckling
Antalet invånare i kommunen Torcé-Viviers-en-Charnie
| Referens: INSEE |